# Journal of Homotopy and Related Structures
Journal of Homotopy and Related Structures is een internationaal, aan collegiale toetsing onderworpen wetenschappelijk tijdschrift op het gebied van de topologie.
De naam wordt in literatuurverwijzingen meestal afgekort tot J. Homotopy Relat. Str.
Het tijdschrift is opgericht in 2006.
Sinds 2010 wordt het uitgegeven door Springer Science+Business Media.
Het verschijnt 2 keer per jaar.